# Маяковские чтения
Маяковские чтения — традиционные поэтические вечера у памятника Владимиру Владимировичу Маяковскому, которые проходят каждое последнее воскресенье месяца.

## В Оттепель
29 июля 1958 года в Москве открыли памятник Маяковскому на площади его имени, на данный момент именуемой Триумфальной площадью. На официальной церемонии поэты читали стихи. Когда официальная часть закончилась, к микрофону шагнул неизвестный человек из публики, и стал читать Маяковского. Собравшимся это понравилось, и к микрофону выстроилась очередь. В итоге люди договорились собираться и читать стихи — уже не только Маяковского.
Осенью инициатива временно приостановилась до 1960 года — чтения на «Маяке» возобновились по выходным.
Поскольку некоторые стихи имели радикальный и оппозиционный оттенок, начались массовые избиения чтецов вблизи их жилых домов.
Чтобы борьба с молодыми поэтами и их слушателями не выглядела как новое проявление репрессий, к ней привлекли комсомольские отряды, в том числе молодых рабочих. Им объяснили, что предстоит борьба с бездельниками и антисоветчиками. В дальнейшем данные отряды столкнулись с сопротивлением поэтов, сформировалась их «политическая» часть, в которую входили ставшие затем известными диссидентами А. Иванов (Рахметов), А. Иванов (Новогодний), В. Осипов, Э. Кузнецов, В. Хаустов, Ю. Галансков, В. Буковский и др.

### Разгон
В годовщину смерти Маяковского 14 апреля 1961 года произошла массовая драка между дружинниками и рабочими, пытавшимися разогнать, и поэтами и художниками. С обеих сторон было тяжело избито до 50 человек. Впоследствии к площадке и её участникам усилились меры:
площадь оцепляли, на квартирах организаторов «Маяка» проводили обыски, комсомольцы подкараулили и сильно избили 18-летнего В. Буковского .
Трое самых активных организаторов чтений — И. Бокштейн, Э. Кузнецов и В. Осипов, обвиняемые в антисоветской пропаганде, получили по 5-7 лет лишения свободы.
Позднее было арестовано ещё несколько организаторов «Маяка», а Буковского квалифицировали как психически больного и отправили в спецбольницу.
«Маяк» придал активности самиздату. Молодой журналист А. Гинзбург, участник чтений у памятника, собрал стихи непризнанных поэтов и опубликовал их в альманахе «Импульс». Сборник был иллюстрирован художником из «Лианозовской школы» Е. Кропивницким. Тираж сборника достигал 300 экземпляров. Также были такие сборники стихов как «Коктейль» и «Бумаранг». Ю. Галансков выпустил 200-страничный альманах «Феникс». После разгона «Маяка» его участники выпустили два сборника «Сирена».

## Возрождение традиции
23 августа 2009 года традиция Маяковских чтений снова возродилась благодаря объединению К-Фронт. С тех пор на Триумфальной площади с апреля по октябрь каждое последнее воскресение месяца в 18.00 собираются поэты, чтобы читать свои и чужие стихотворения. Площадка приобрела популярность за счет свободного формата: отсутствие цензуры, самоорганизующаяся очередь, возможность свободно общаться и дискутировать.
Периодически Маяковскими чтениями интересовались работники силовых структур: полиция, ОМОН, площадь перекрывали «для строительных работ», оттесняя поэтов. В таком случае чтения продолжались прямо за строительной оградой, и иногда у музея Маяковского.
25 сентября 2022 года чтения на Триумфальной площади активисты объявили «антимобилизационными». Через 40 минут после начала чтений на место приехали полицейские, участников и слушателей задержали. На следующий день, 26 сентября, в квартире, где жили участники Артем Камардин, его девушка Александра Попова и Александр Менюков, прошел обыск, во время которого поэтов пытали. 28 декабря 2023 года Тверской суд Москвы приговорил Артема Камардина к семи годам лишения свободы, Егора Штовбу — к пяти с половиной,  Николая Дайнеко — к четырём. Попова и Менюков проходили в статусе свидетелей.